# Теракт в «Крокус Сити Холле»
Теракт в «Крокус Сити Холле» (Красногорск)  произошёл в пятницу, 22 марта 2024 года около 20:00 по московскому времени. Нападение сопровождалось массовой стрельбой и взрывами: нападавшие открыли огонь по находившемуся в здании гражданскому населению, подожгли зрительный зал, а затем покинули здание и скрылись на автомобиле. В результате атаки погибли 149 человек (из них шестеро детей) и 609 человек получили ранения. В результате взрывов и пожара здание концертного зала было почти полностью разрушено.
Нападение стало одним из крупнейших терактов в истории современной России, по числу жертв уступая террористическому акту в Беслане и серии взрывов жилых домов в России в 1999 году. 24 марта объявлено днём общенационального траура. Теракт вызвал широкое международное осуждение и соболезнования.
Ответственность за теракт взяло на себя афганское отделение международной террористической организации «Исламское государство» — «Вилаят Хорасан». Точное число террористов, участвовавших в атаке, официально не называется, но, по предварительным данным, их могло быть около пяти и более. Сообщалось о задержании более 10 человек в России, в том числе четырёх предполагаемых исполнителей. По сообщению МВД России, все четверо — иностранные граждане.

## Предыстория

### Место теракта

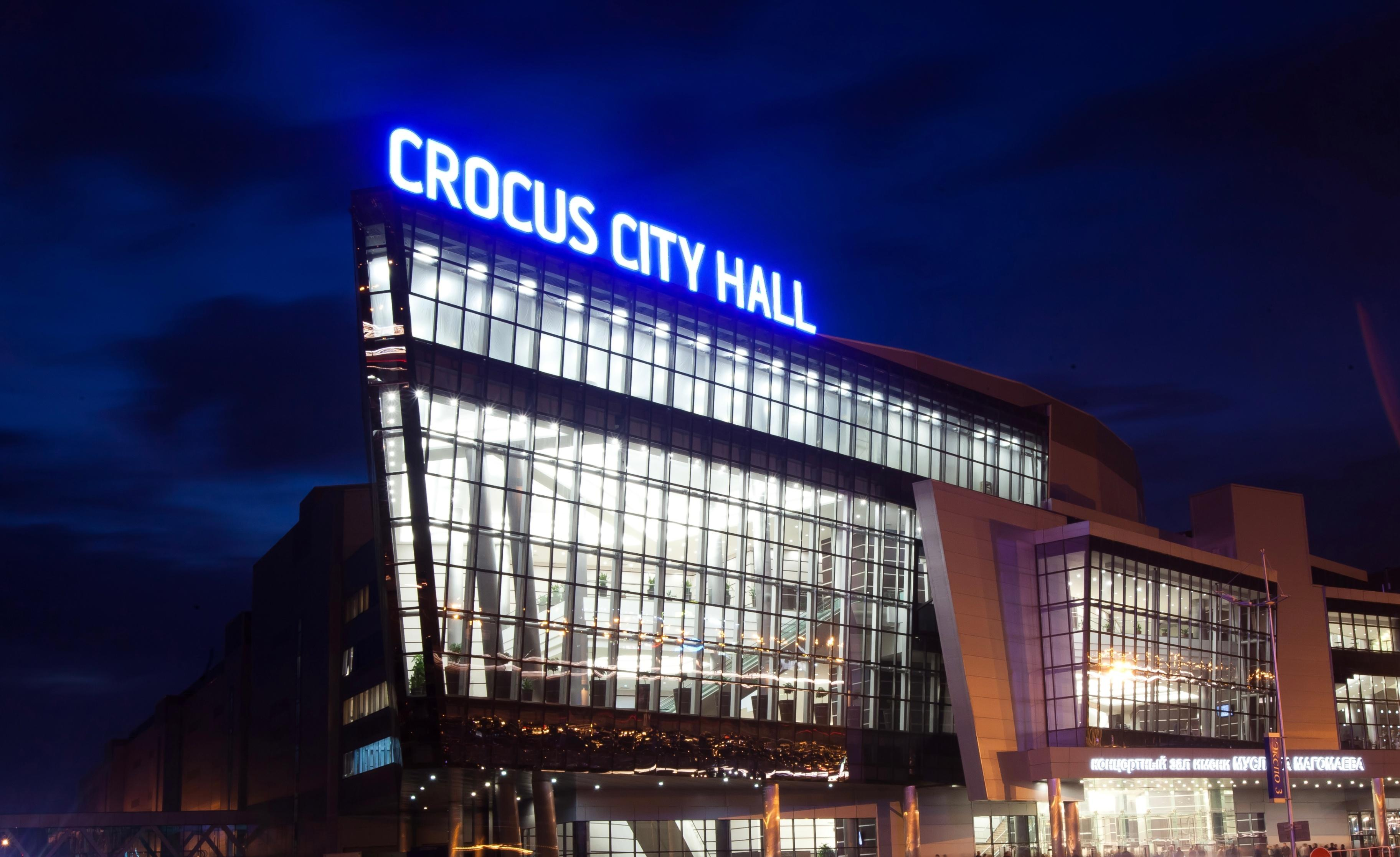
Здание «Крокус Сити Холла» в 2020 году

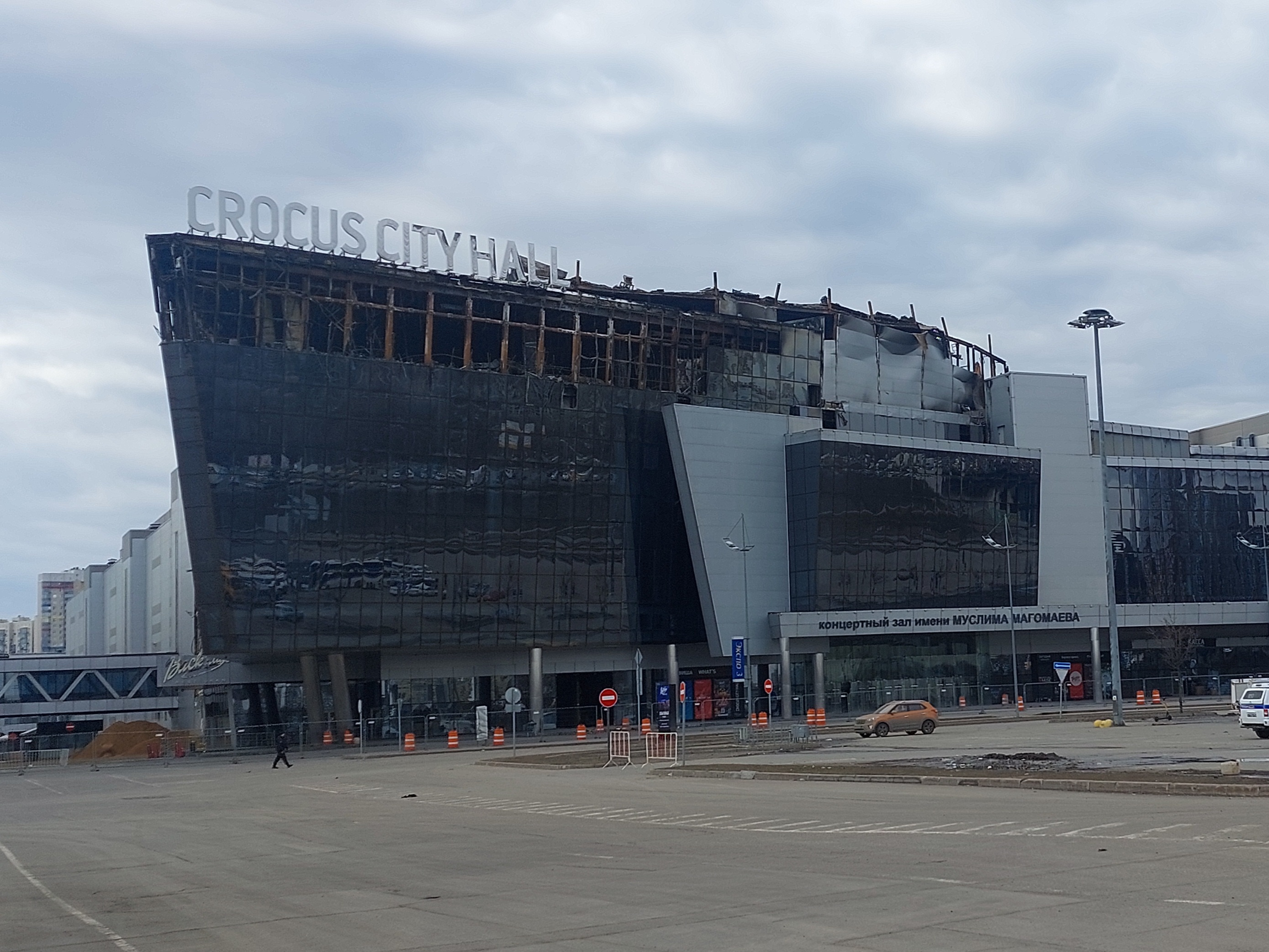
Здание 30 марта 2024 года

«Крокус Сити Холл» (Crocus City Hall) — концертный зал в Красногорске (Московская область), расположенный на территории делового центра «Крокус-Сити». Открыт 25 октября 2009 года. Принадлежит холдингу Crocus Group российского предпринимателя Араза Агаларова. Построен по проекту Crocus Group при техническом сопровождении Центрального научно-исследовательского института строительных конструкций им. В. А. Кучеренко. Семиэтажное здание имело общую полезную площадь более 38 000 м². Обычная вместимость зала — 6200 человек, максимальная — 9500 человек (достигается, если в партере организован танцпол). Концертный зал является частью павильона № 3 выставочного центра «Крокус Экспо». Кроме концертного зала в павильоне находятся 9 залов (с № 12 по № 20), отель «Аквариум», подземная парковка, надземные переходы в павильон № 2 и на станцию метро «Мякинино». Безопасность объекта обеспечивало частное охранное предприятие ООО ЧОП «Крокус Профи». В момент нападения охранники были вооружены дубинками и электрошокерами.

### Предупреждения о теракте
7 марта 2024 года ФСБ России объявила, что нейтрализовала в Москве связанную с «Исламским государством» террористическую ячейку, которая намеревалась атаковать в городе синагогу (подозреваемые оказали сопротивление при попытке задержания и были убиты). В тот же день посольство США в России предостерегло туристов в Москве от посещений массовых мероприятий и скоплений людей, включая концерты, в ближайшие 48 часов в связи с вероятностью террористических актов. По информации The New York Times, за день до публичного предупреждения о планируемом теракте ЦРУ передало российским чиновникам частное предупреждение, в котором содержалась как минимум одна дополнительная деталь: называлось ответвление «Исламского государства», готовящее нападение. Соединённые Штаты передали России разведданные, что «Вилаят Хорасан» (филиал «Исламского государства», базирующийся в Афганистане) планирует теракт в Москве, потенциально направленный на большие собрания людей, включая концерты. По информации The New York Times, спецслужбы Соединённых Штатов передали России только часть информации об угрозе теракта из-за опасений американской стороны раскрыть свои источники информации и методы разведки, а также из-за враждебных отношений между Вашингтоном и Москвой. Директор ФСБ России Александр Бортников подтвердил, что в начале марта РФ получала информацию от США о готовящемся теракте, но отметил, что информация носила общий характер. После предостережения США своих граждан Латвия, Южная Корея, Швеция, Канада, Германия и Чехия также рекомендовали своим гражданам покинуть Россию из-за угрозы терактов. Телекомпания CNN со ссылкой на свои источники сообщила, что разведка США предупреждала Россию о том, что террористическая группировка «Исламское государство» планирует совершить теракты в РФ, по их информации, подобные сведения поступали с ноября 2023 года. Согласно публикации Washington Post, в информации, переданной США России 6 марта, концертный зал «Крокус Сити Холл» назывался возможной мишенью для террористической атаки. Тогда же американские власти передали информацию о подготовке теракта в синагоге, который в итоге предотвратила ФСБ.
19 марта 2024 года президент России Владимир Путин назвал предупреждение посольства США «очевидным шантажом», осуществляемым «с целью запугать и дестабилизировать наше общество». При этом он поручил ФСБ и другим спецслужбам «серьёзно усилить антитеррористическую работу по всем направлениям», указав в качестве противника на зарубежные спецслужбы.
Агентство Reuters, ссылаясь на три источника, сообщило, что Иран также предупреждал Россию о возможной масштабной «террористической операции» на российской территории незадолго перед нападением на «Крокус Сити Холл». Отмечается, что Иран получил данную информацию в ходе допросов арестованных в связи со взрывами в Иране. Другой источник Reuters уточнил, что в полученной информации указывалось, что членам группировки «Вилаят Хорасан» было поручено подготовиться к некоей значимой операции в России и один из арестованных в Иране террористов заявил, что некоторые члены группировки «уже ездили в Россию».

## Атака

### Хронология теракта
На 22 марта 2024 года в здании был запланирован концерт группы «Пикник» совместно с симфоническим оркестром, продано более 6000 билетов. Также в этом здании проходили соревнования чемпионата и первенства России по танцевальному спорту.
В 19:55 МСК, незадолго до начала концерта, боевики припарковали автомобиль на пешеходном переходе у входа в зал № 14 выставочного центра «Крокус Экспо», из машины вышли несколько человек и открыли огонь из автоматов. Расстреляв охрану, которая не имела при себе огнестрельного оружия, и стоящих у входа людей, террористы вошли в здание центра и стали стрелять по посетителям, двигаясь в южном направлении. Миновав вход в зал № 13, боевики вошли в вестибюль и продолжили движение к залу, не переставая при этом вести огонь. В 20:03, пройдя около 300 метров и не встречая сопротивления, нападавшие дошли до зрительного зала, первые выстрелы были зафиксированы в районе западной лестницы зала. Там они расстреливали людей в упор и поджигали кресла, используя ёмкости с бензином. Дойдя до центра зала, к звукоинженерной площадке, боевики начали вести стрельбу в западном направлении по укрывавшимся посетителям. Далее боевики прошли по всему партеру, расстреливая всех, кто оказывался в их поле зрения. Атака заняла в общей сложности 18 минут. Около 20:13-20:15 боевики сели в свою машину и беспрепятственно покинули здание. Террористы не делали никаких политических заявлений, не пытались захватить кого-либо в заложники и не выдвигали никаких требований.
Один из посетителей сумел на время обезвредить одного из боевиков, что позволило нескольким десяткам человек выбраться из здания через запасной выход. Когда боевик перезаряжал оружие, мужчина схватился его за автомат и потянул вниз, а другой рукой стал наносить ему удары по голове. На помощь прибежал ещё один мужчина и тоже стал бить боевика. Глава Следственного комитета Александр Бастрыкин поручил представить мужчину, совершившего героический поступок, к ведомственной награде.
Первые сообщения о случившемся начали публиковаться в СМИ и Telegram-каналах около 20:15. По данным ТАСС от 20:33, «московские подразделения СОБР и ОМОН подняты по команде „тревога“, они направляются на место». По состоянию на 21:01, по сообщению того же информационного агентства, СОБР и ОМОН ещё находились в пути. Их прибытие было задержано пробками, вызванными часом пик, поскольку место атаки находилось на МКАДе. Издание РБК сообщило, что прозвучали два взрыва. Издание «Осторожно, новости» в 20:44 заявило, что в здании началось обрушение кровли, при этом пожарные не могли приступить к тушению до прибытия группы спецназа. Около 21:30 спецназ вошёл в здание.
В 22:00 было сообщено, что террористы могли скрыться. Российские издания сообщили, что боевики, предположительно, уехали на автомобиле Renault Symbol белого цвета, правоохранительным органам Москвы и ближайших регионов поступила ориентировка на этот автомобиль. Спецслужбы первоначально были введены в заблуждение и немалое время вели подготовку к штурму и поиску боевиков внутри горящего здания.
Позднее в социальных сетях стало распространяться видео, на котором в здании мужчина в синем камуфляже с немецкой овчаркой уходит вместе с толпой после начала стрельбы. Также было обнародовано видео, на котором видно, что машина террористов перед осуществлением теракта остановилась рядом с белым микроавтобусом с продольной полосой на кузове, и телеграм-канал ВЧК-ОГПУ предположил, что этот фургон мог принадлежать кинологической службе МВД. Однако официальный представитель МВД России Ирина Волк заявила, что человек с собакой, запечатлённый на видео, не имеет отношения к органам внутренних дел, а фургон с продольной полосой является машиной скорой медицинской помощи.
Ирина Волк также сообщила, что полиция прибыла в здание через 5 минут после получения сигнала о стрельбе в дежурную часть. При этом, как отмечает Meduza со ссылкой на телеграм-канал Agentstvonews, согласно сообщению Вести.ру, первые звонки поступили в 20:01, то есть полицейские должны были прибыть на место в 20:06, что на 7 минут раньше того, как террористы покинули здание.

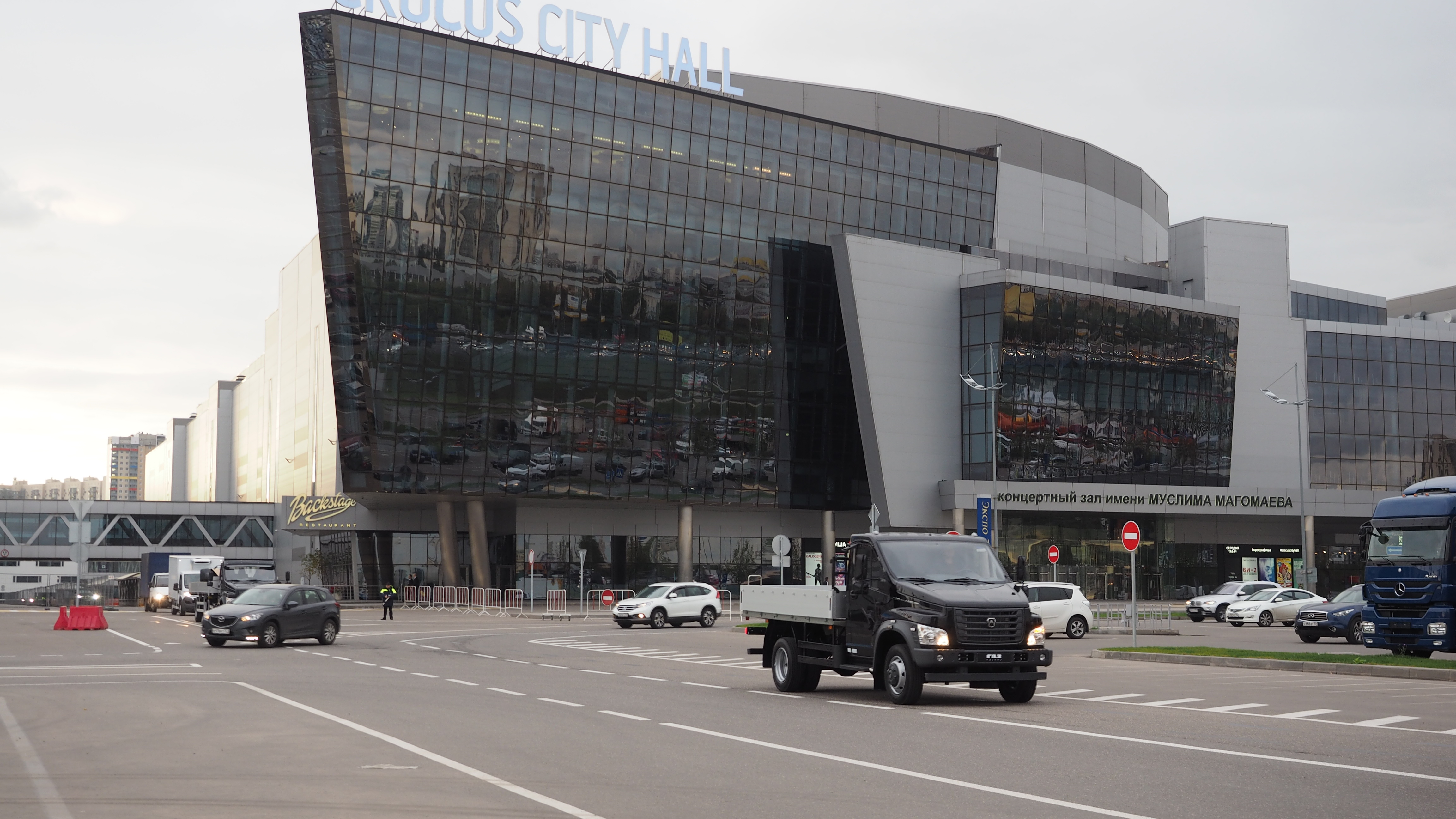
Здание в сентябре 2015 года
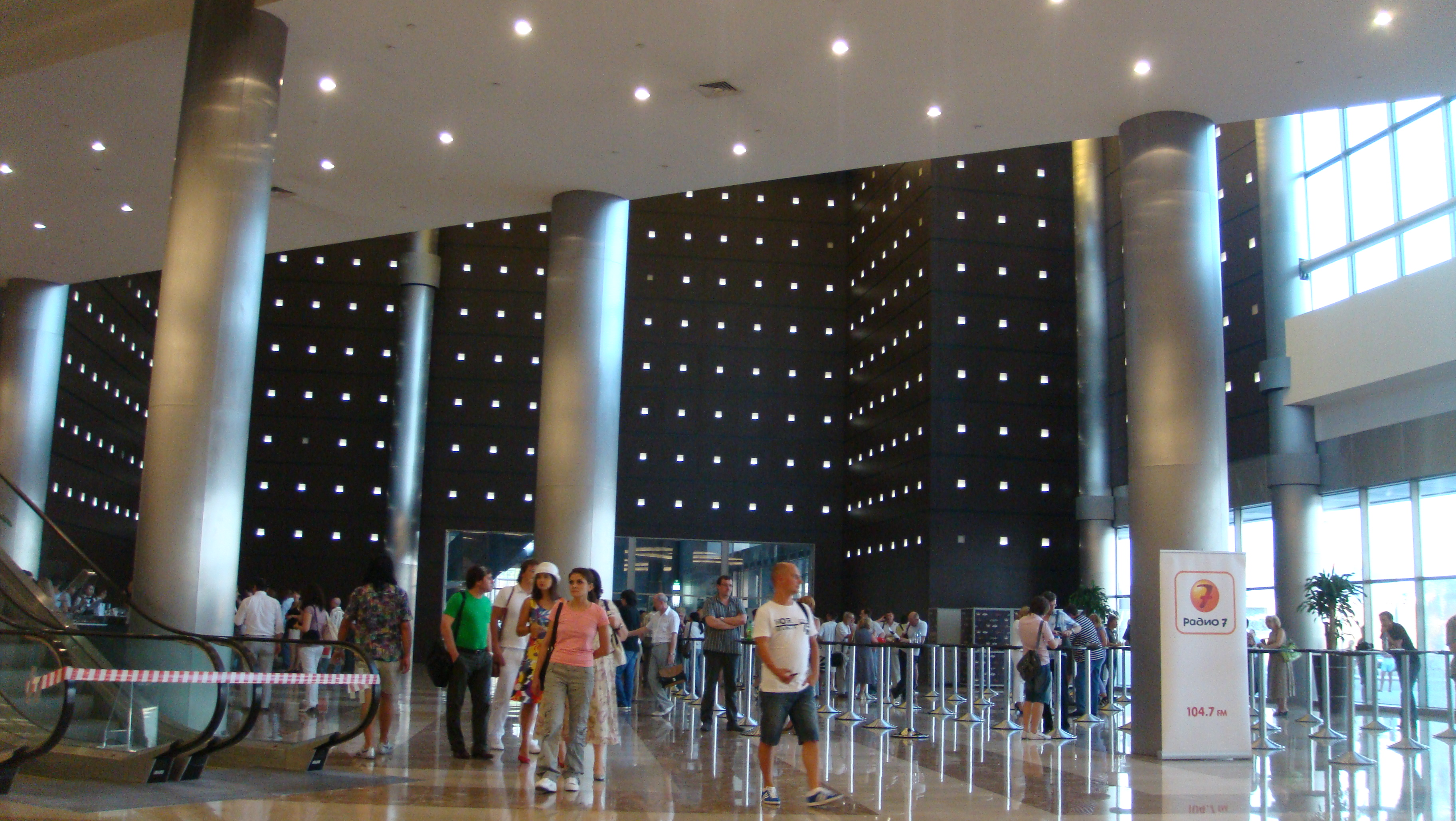
Фойе в 2010 году
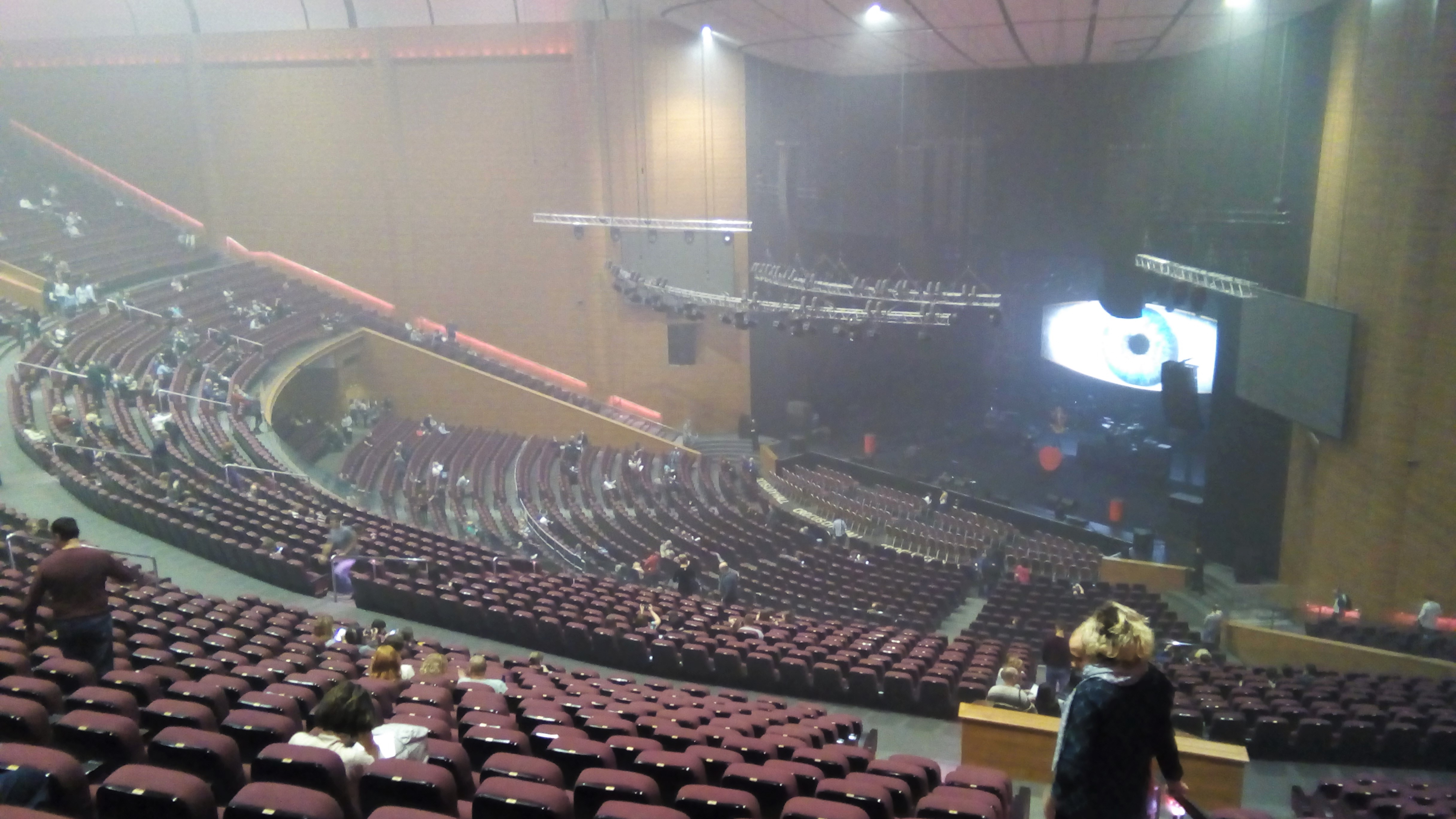
Зрительный зал в 2019 году

### Пожар и эвакуация

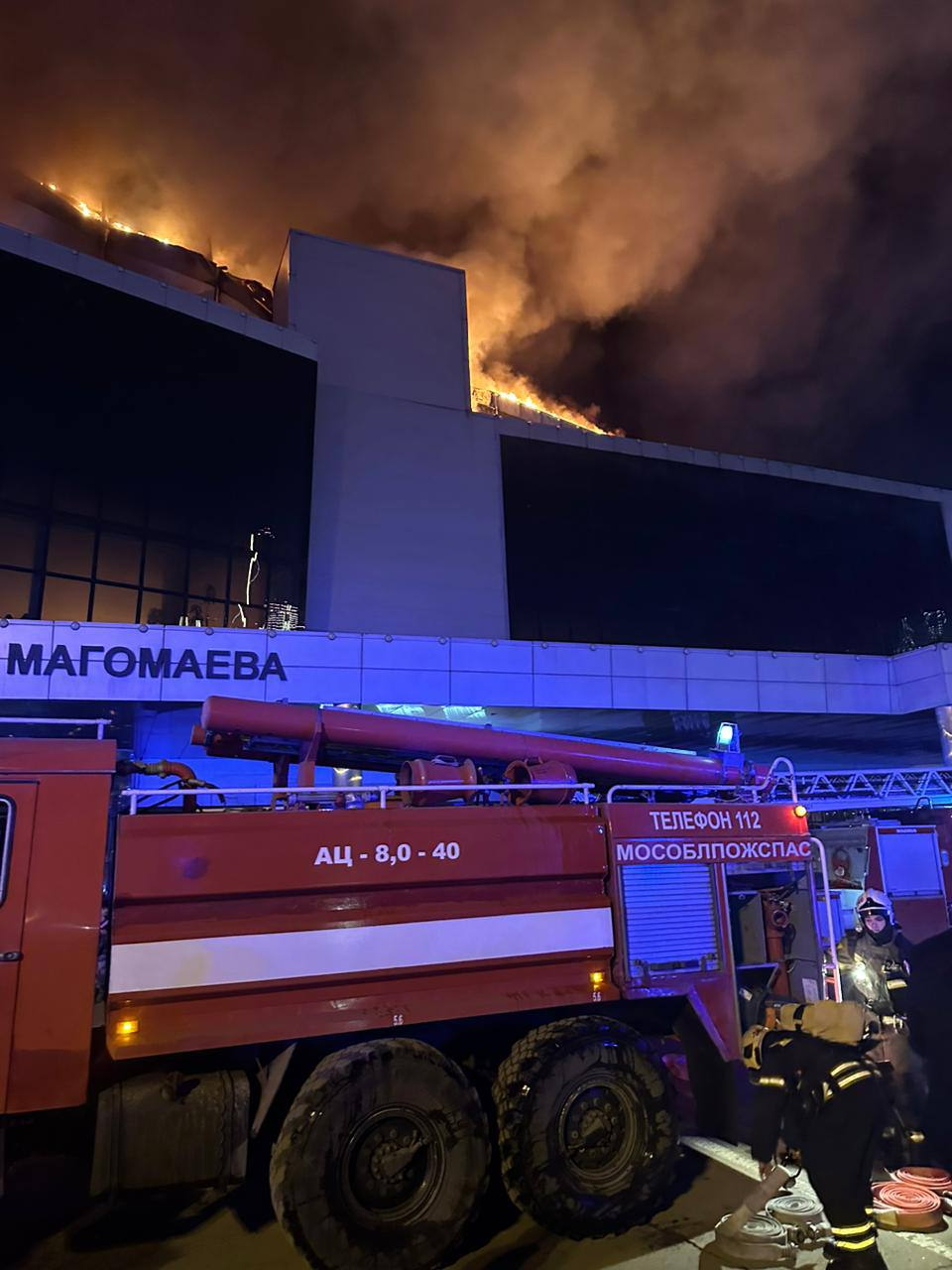
Начавшийся пожар после теракта

Площадь пожара на 21:00 мск оценивалась до 3000 квадратных метров, пожару был присвоен ранг № 4. К 23:20 МЧС России оценивало площадь пожара в более 12 900 м². В здании произошло частичное обрушение кровли, полностью сгорел зрительный зал. В 00:50 23 марта МЧС России заявило о локализации пожара. Тушением пожара занимались 320 человек и три вертолёта. На место прибыли 70 бригад скорой помощи. Вертолёты сбросили на горящее здание 160 тонн воды. Всего к работе после теракта были привлечены 719 специалистов и 213 единиц техники. Зрительный зал был полностью уничтожен пожаром, спасатели приступили к распиливанию и разборке уцелевших металлических конструкций. Ближе к 6:00 МСК вертолёты, задействованные в тушении пожара, завершили работу, но ещё оставались очаги горения внутри здания, пожарные расчёты осуществляли его проливку. К 19:00 открытое горение было ликвидировано.
По словам владельца концертного зала Араза Агаларова, все противопожарные системы здания были исправны и «поддерживали несколько часов зал в таком состоянии, что не было обрушения, чтобы у людей была возможность выйти».
Находящиеся в зрительном зале люди начали эвакуироваться через выходы и подземную парковку на улицу и, по переходам, — в соседний павильон № 2 и на станцию метро «Мякинино». Из павильона № 3, в котором находится концертный зал, были эвакуированы участники и зрители танцевальных соревнований, проходивших в зале № 19, гости и сотрудники отеля «Аквариум». Очевидцы отмечали, что некоторые эвакуационные выходы были заблокированы. По словам работника концертного зала, более 5 тысяч человек были эвакуированы из здания и ещё 100 спасены пожарными из подвала и с кровли во время тушения.

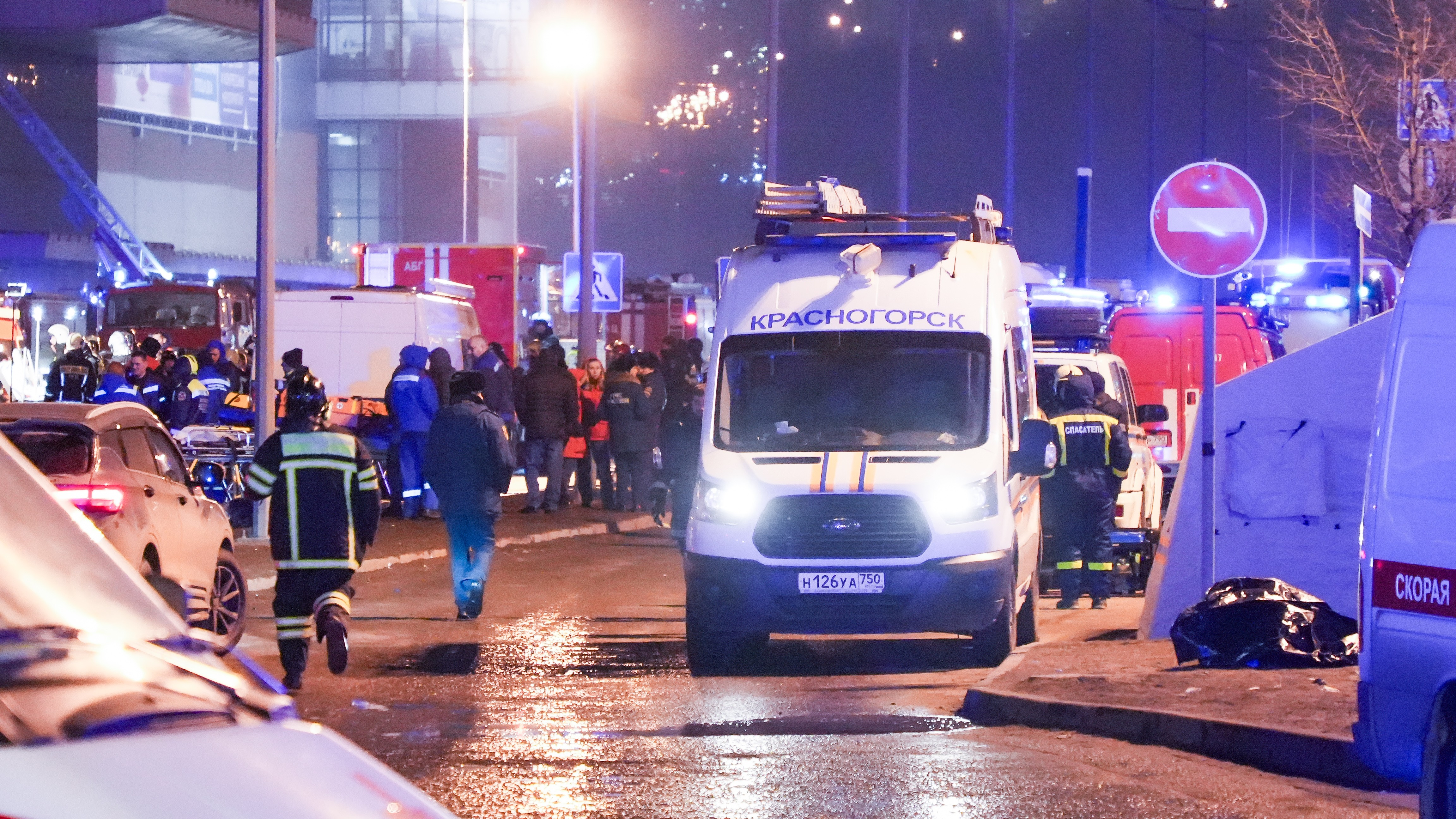
Экстренные службы возле здания после теракта

### Погибшие и пострадавшие
В результате теракта погибли 149 человек (в том числе 6 детей), а также пострадало 609 человек. К 26 марта 2024 года были опознаны 120 погибших. Основными причинами смерти людей стали огнестрельные ранения и отравление продуктами горения.
Большинство погибших и раненых — жители Красногорска, Химок и других близких к северо-западной окраине Москвы городов. Среди погибших — по одному гражданину из Азербайджана, Армении, Молдовы, двое — из Кыргызстана, трое — из Беларуси. Погибла помощница директора группы «Пикник», музыканты не пострадали.
Министр здравоохранения Михаил Мурашко сообщил, что на 23 марта медики оценивали состояние 16 пострадавших как крайне тяжёлое, ещё 44 человек как тяжёлое. По состоянию на 24 марта было госпитализировано 142 человека, 32 выписаны. У многих раненых — огнестрельные ранения, ожоги, отравление продуктами горения, переломы. В оказании помощи пострадавшим было задействовано в общей сложности 19 медицинских организаций. За первые выходные после теракта свыше семи тысяч жителей Москвы сдали более двух тонн крови для раненых.
По состоянию на вечер 23 марта спасательная операция на месте теракта была завершена. Поисковая операция завершилась 26 марта.

## Последовавшие события

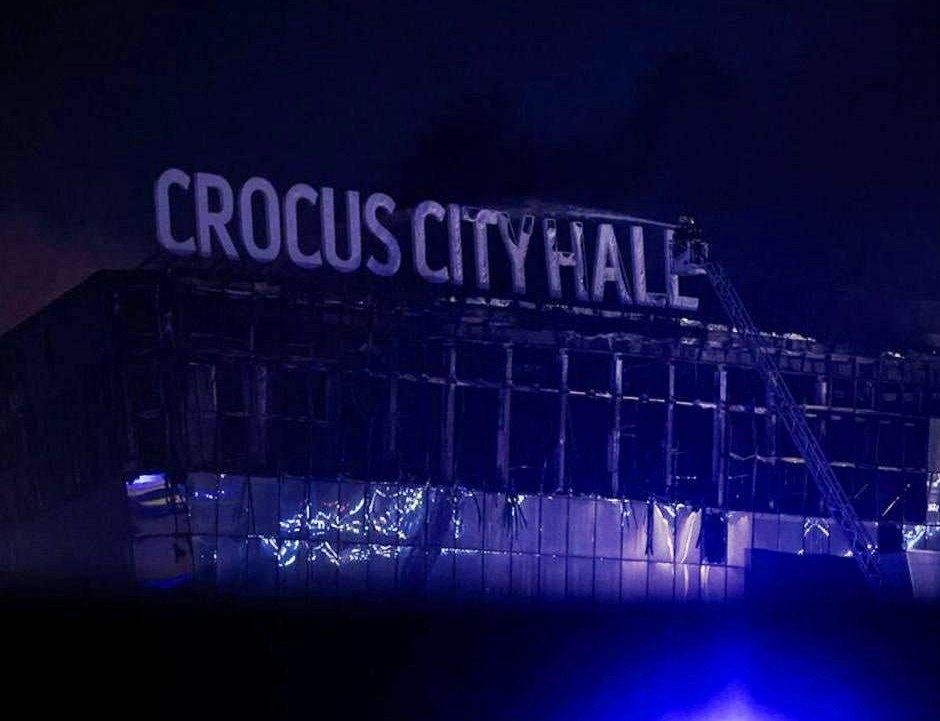
Здание после пожара

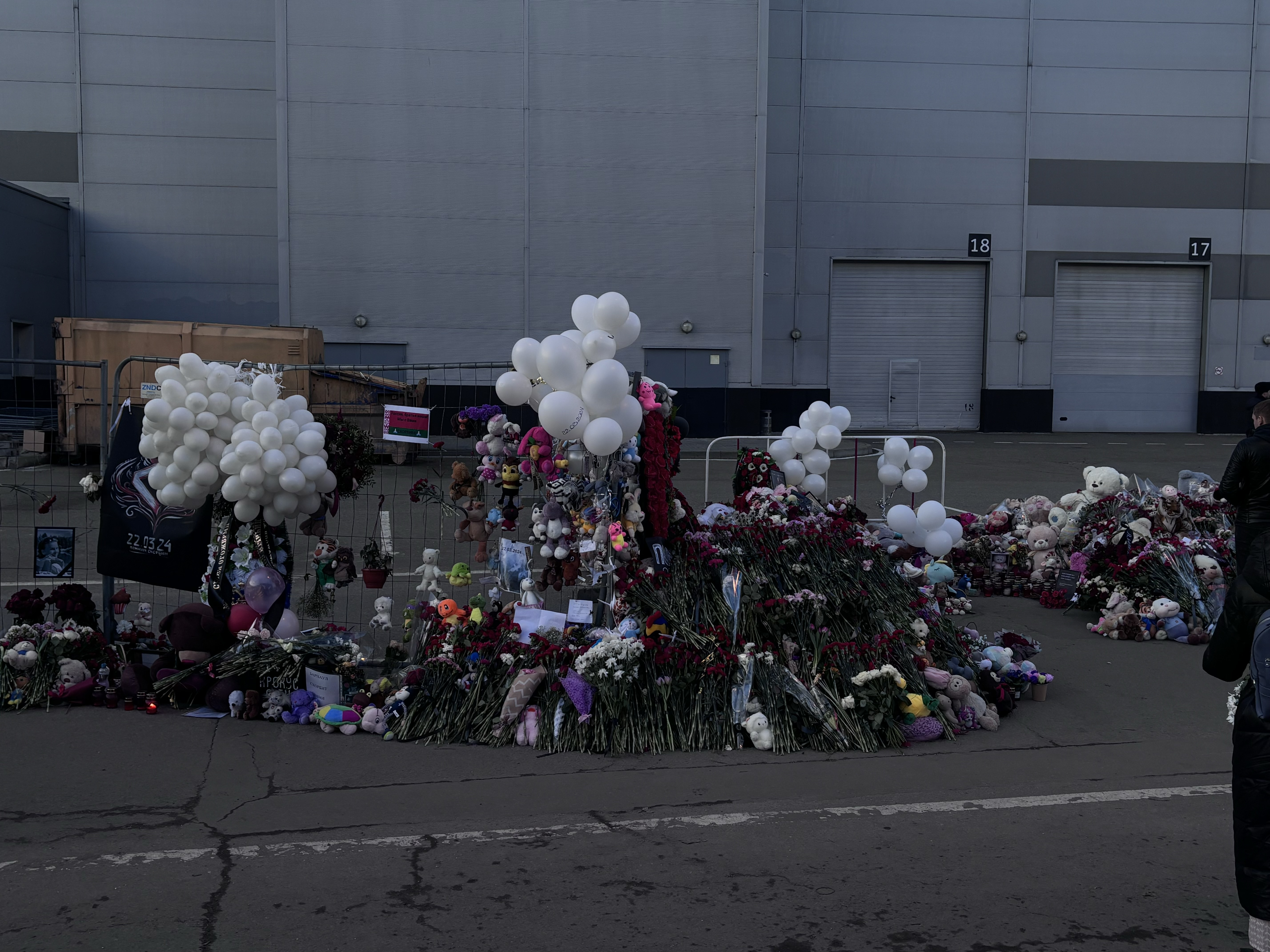
Стихийный мемориал возле здания

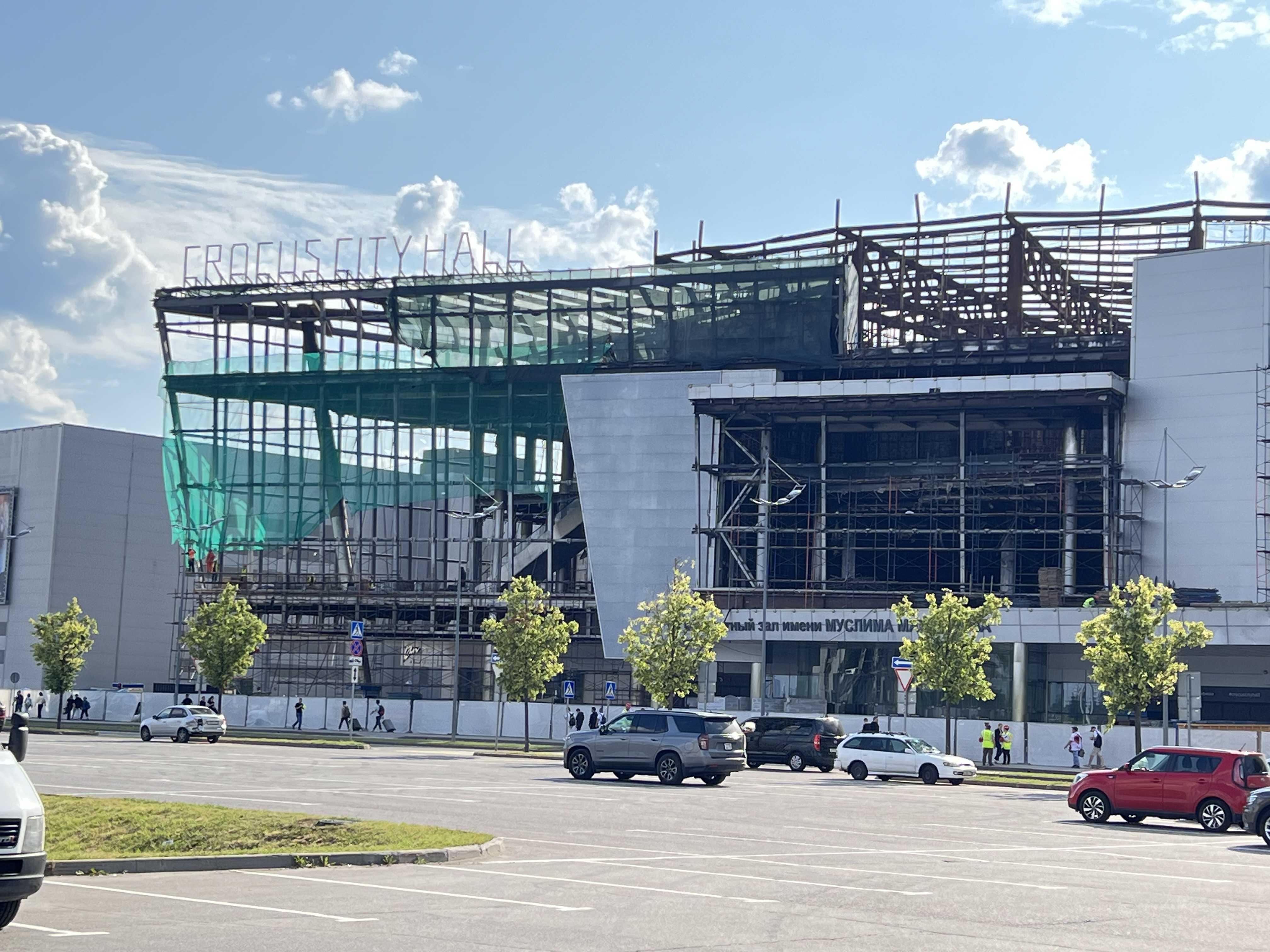
Здание в процессе восстановления в июне 2025 года

Следственный комитет России по факту нападения возбудил уголовное дело о террористическом акте (пункт «б» части 3 статьи 205 УК РФ).
Росавиация и РЖД заявили об усилении мер безопасности. На объектах транспорта была введена максимальная степень защиты. В Москве и Санкт-Петербурге был экстренно прерван ряд концертов, посетителей нескольких торговых центров эвакуировали. В этих городах, а также в других регионах России были отменены все массовые, культурные и спортивные мероприятия, запланированные на 23—24 марта. Также в некоторых учебных заведениях субботние занятия были отменены или переведены на дистанционную форму. О закрытии на ближайшие два дня в связи с терактом объявил Ботанический сад в Санкт-Петербурге. Красная площадь была полностью оцеплена.
На фоне событий российские телеканалы первоначально не приостанавливали в эфире развлекательные программы. Первым телеканалом, осветившим теракт, стал «Москва 24», рассказавший о произошедшем через несколько минут после того, как сообщения о стрельбе появились в Telegram-каналах, — в 20:27. 23 марта было объявлено, что все юмористические программы, которые запланированы в сетках вещания телеканалов холдинга «Газпром-медиа» на субботу и воскресенье, отменены.
Путин провёл встречу с руководителями ФСБ, МВД, СК и Росгвардии, которые доложили ему о ходе расследования теракта.
Как сообщает издание «Meduza», представители силовых структур задержали несколько человек возле здания, а сотрудники ОМОНа разогнали собравшихся вблизи концертного зала журналистов. Согласно «Meduza», два источника в государственных СМИ сообщили, что государственные и лояльные власти российские издания получили указание из администрации президента России подчёркивать в своих материалах о теракте возможный «украинский след».
По предварительной оценке, ущерб имуществу составляет не менее 10 млрд рублей. Владеющая зданием компания Crocus Group сообщила, что концертный зал будет восстановлен. 26 марта спасатели МЧС России завершили разбор завалов. Было разобрано и вывезено более 900 м³ обрушившихся конструкций. Всего в аварийно-спасательных работах принимали участие более одной тысячи человек и свыше 300 единиц техники.
По заявлениям Министерства обороны РФ, после теракта значительно увеличилось количество желающих подписать контракт с Вооружёнными силами России. К 3 апреля с начала 2024 года контракты подписали более 100 тысяч человек, из которых около 16 тысяч — за время прошедшее после нападения на концертный зал. По заявлению МО РФ, основным мотивом заявленным в ходе собеседований было желание отомстить за погибших в трагедии.

### Антимигрантские настроения
Теракт и его освещение в медиа повлекли за собой резкий рост ксенофобных и антимигрантских настроений в российском обществе. Так, 23 марта водители-мигранты, работающие в службах такси, рассказали о сообщениях от клиентов, которые отказывались ехать с этническими таджиками из-за их национальности. На следующий день стало известно об оскорблениях посетителей в адрес работника одной из московских кофеен таджикского происхождения. В Волгограде и ряде других городов прошли антимигрантские рейды полиции, в Москве сотрудники сферы ЖКХ просили коллег из Таджикистана и Узбекистана не выходить на улицу, чтобы не стать жертвами рейдов. В Благовещенске неизвестные подожгли торговый павильон, принадлежавший мигрантам, в Калуге группа неизвестных избила на улице трёх граждан Таджикистана. В Санкт-Петербурге прошла операция «Антимигрант», в ходе которой происходили массовые задержания и депортация иностранных граждан, не имеющих права на пребывание в России.
Радио «Свобода» сообщило о массовых задержаниях пассажиров — граждан Кыргызстана, Таджикистана и Украины в московском аэропорту Шереметьево. Один из задержанных рассказал журналистам, что прилетевших иностранцев держали взаперти более суток и допрашивали, а некоторых — избивали.
24 марта депутат Госдумы Михаил Шеремет выступил с предложением запретить въезд новых иммигрантов до окончания вторжения России на Украину. 26 марта 2024 года МИД Кыргызстана призвал своих граждан воздержаться от поездок в Россию без необходимости, а уже находящимся в России рекомендовано не посещать места массового скопления людей.

## Следствие

#### Задержание подозреваемых
Сначала утром 23 марта депутат Государственной думы РФ Александр Хинштейн сообщил, что задержаны двое подозреваемых в совершении теракта: автомобиль «Рено», на котором передвигались подозреваемые, был обнаружен ночью в районе деревни Хацунь Карачевского района Брянской области, он не остановился по требованию силовиков и попытался скрыться. В ходе преследования была открыта стрельба, машина перевернулась, одного подозреваемого задержали на месте, остальные скрылись в лесу. В результате поисков примерно в 3:50 был обнаружен и задержан второй подозреваемый, поиск остальных продолжился. В автомобиле были найдены пистолет Макарова, магазин к автомату и паспорта граждан Таджикистана.
Сотрудник СОБР «Партизан» управления Росгвардии по Брянской области, который участвовал в задержании подозреваемых, рассказал, что при их розыске в лесу использовался квадрокоптер, служебная собака, а одного из подозреваемых обнаружили сидящим на дереве с помощью тепловизора. Так как он отказался слезть, то пришлось срубить дерево. За участие в задержании подозреваемых сотрудникам силовых ведомств были вручены государственные и ведомственные награды. Глава Чечни Рамзан Кадыров заявил, что в задержании подозреваемых участвовал спецотряд «Ахмат».
Позже 23 марта пресс-служба президента РФ сообщила, что Бортников доложил Путину о задержании 11 человек, причастных к теракту, включая четырёх непосредственно участвовавших в осуществлении теракта. Было заявлено, что проводится поиск пособников террористов. 28 марта Следственный комитет России сообщил о задержании ещё одного подозреваемого, который «участвовал в схеме финансирования террористов».
Центр общественных связей ФСБ заявил, что четыре подозреваемых в совершении теракта задержаны в Брянской области, где пытались пересечь российско-украинскую границу. ФСБ также утверждала, что нападавшие якобы имели «соответствующий контакт на украинской стороне». Посол Беларуси в России Дмитрий Крутой заявил о том, что спецслужбы Беларуси помогли российским коллегам не дать участникам теракта «уйти через нашу общую границу». 26 марта Александр Лукашенко заявил, что изначально обвиняемые ехали именно в Беларусь, но их «кураторы» понимали, что уже усиленную границу они не перейдут, и потому, их машину перенаправили в сторону границы с Украиной. Местом задержания, определённое по фотографиям, было Киевское шоссе в Брянской области, ведущее к границе с Украиной.
На видео, опубликованном в телеграм-канале главного редактора телеканала RT Маргариты Симоньян, мужчина, которого предположительно задержали по подозрению в участии в теракте, признаётся, что за участие в атаке ему обещали 500 тысяч российских рублей; при этом первую половину денег ему уже перевели на банковскую карту, а вторую обещали перевести позже.
По информации телеграм-канала «112» сообщалось, что все задержанные — граждане Российской Федерации, однако впоследствии МВД России опровергло эту информацию, заявив, что все задержанные предполагаемые нападавшие — иностранные граждане.
Председатель Следственного комитета РФ Александр Бастрыкин заявил, что по всем предметам, изъятым у подозреваемых при задержании, в автомобиле, который они использовали, и в квартире, в которой они проживали, назначено в совокупности более 90 экспертиз. Кроме того, следствие проверяет возможность нарушений требований безопасности и системы пожаротушения в здании; для этого были изъяты пульты, электронные блоки и приборы управления противопожарной системой концертного зала, проверяется содержимое сервера противопожарной системы, назначена пожарно-техническая экспертиза.
26 марта 2024 года стало известно, что таджикские правоохранительные органы пришли домой к проживающим в Таджикистане родственникам подозреваемых непосредственных исполнителей террористического акта и увезли их для проведения допросов.
Бортников 24 мая сообщил, что более 20 человек были задержаны по уголовному делу о теракте. По заявлению председателя Следственного комитета России Александра Бастрыкина, по состоянию на январь 2025 года в качестве обвиняемых привлечены 27 фигурантов. «Коммерсантъ» написала 9 февраля, что двое уроженцев Северного Кавказа находятся в розыске. Предполагается, что в марте уголовное дело поступит на утверждение в Генеральную прокуратуру, а к первой годовщине теракта — во 2-й Западный окружной военный суд для рассмотрения по существу.

#### Пытки подозреваемых
23 марта 2024 года российские телеграм-каналы выложили 24-секундный ролик, в котором человек в камуфляже отрезает ножом ухо связанному подозреваемому в совершении теракта Саидакрами Рачабализоде и угрожает отрезать половой член. Нож затем был продан на аукционе участником вторжения на Украину, российским неонацистом Евгением Рассказовым.
24 марта телеграм-канал Grey Zone опубликовал фото с другим подозреваемым Шамсидином Фаридуни, которого пытали электротоком с помощью прибора связи ТА-57, клеммы которого были подключены к гениталиям подозреваемого.
Пресс-секретарь президента России Дмитрий Песков отказался комментировать вопрос корреспондента CNN о следах насилия у обвиняемых, свидетельствующих о пытках. Правозащитная организация «Команда против пыток» опубликовала заявление, в котором осудила насилие силовиков по отношению к подозреваемым. По словам юриста этой организации Сергея Бабинца, хотя российские силовики и раньше применяли пытки во время следствия, прежде они не делали это настолько показательно.
29 марта телеграм-канал «1ADAT» сообщил о гибели в отделении полиции Москвы уроженеца Чечни Асхаба Успанова, задержанного в ночь после теракта. По неподтверждённым данным 1ADAT, его запытали до смерти, а затем инсценировали самоубийство, утверждается, что у Успанова были сломаны рёбра и позвоночник, на его теле следы удушения и кровоподтёки. Уполномоченный по правам человека в Чеченской Республике Мансур Солтаев заявил, что Успанов не был связан с терактом.

#### Заключение обвиняемых под стражу
24 марта 2024 года четверо обвиняемых: Мухаммадсобир Зокирчонович Файзов, Шамсидин Фаридуни, Далерджон Баротович Мирзоев и Саидакрами Муродали Рачабализода предстали перед Басманным районным судом города Москвы для рассмотрения вопроса об избрании им меры пресечения. Прокуроры потребовали заключения их под стражу. В случае вынесения обвинительного приговора они могут быть приговорены к пожизненному лишению свободы. В ходе слушания Мирзоев полностью признал свою вину по всем пунктам обвинения. Все подозреваемые появились в суде со следами пыток, Рачабализода — с повязкой, закрывающей его отсутствующее правое ухо, Файзов был доставлен на каталке в сопровождении врачей с установленным катетером. Суд избрал в отношении всех подозреваемых меру пресечения в виде заключения под стражу, поместив их в следственный изолятор до 22 мая 2024 года.
Защиту всех четырёх обвиняемых при решении вопроса об избрании им меры пресечения осуществляли адвокаты по назначению, поскольку ни один из адвокатов не согласился защищать их добровольно (то есть по соглашению). При этом в адрес адвокатов, осуществлявших защиту указанных фигурантов по назначению, стали поступать угрозы физической расправы с ними и их родными.
25 марта Басманный суд Москвы заключил под стражу ещё троих фигурантов дела о теракте — Диловара, Аминчона и Исроила Исломовых. На следующий день под стражу был заключён Алишер Хатамович Касимов, предприниматель, сдавший в аренду квартиру одному из подозреваемых. 29 марта Басманный районный суд отправил под стражу Назримада Лутфуллои, по версии следствия, участвовавшего в схеме финансирования теракта. 1 апреля был арестован Якубджони Юсуфодзу, 5 апреля — Мухаммад Шарипзода, 27 апреля — Джумахон Курбонов.
16 мая 2024 года Басманный районный суд продлил срок заключения под стражей Мирзоеву, Рачабализоде, Фаридуни, Файзову, Лутфуллои, Юсуфодзу, Шарипзоде и Курбонову до 22 августа. 17 мая арест был продлён братьям и отцу Исломовым и Касимову. 16 августа исполнителям теракта, а 19 и 20 августа соучастникам продлили арест до 22 ноября.
1 ноября 2024 года газета «Коммерсантъ» сообщила, что в деле появились четыре новых фигуранта: Хусейн Медов, Джабраил Аушев, Хаваж-Багаудин Алиев и Батыр Кулаев — жители Ингушетии. Как считает следствие, подозреваемые по просьбе исполнителей атаки модифицировали охолощённые автоматы Калашникова в боевые, после чего передали им оружие и патроны, получив более миллиона рублей. Медов и Аушев были задержаны сотрудниками ФСБ и уголовного розыска и доставлены в Москву, Алиев и Кулаев объявлены в розыск. Позднее появились данные, что новых фигурантов не четверо, а шестеро: в розыск был также объявлен Амерхан Матиев, а другой подозреваемый погиб, пытаясь скрыться от сотрудников госавтоинспекции.

#### Предполагаемые исполнители
- Далерджон Баротович Мирзоев (род. 23 ноября 1991 года[213][214]). Уроженец Таджикистана, имеет четверых несовершеннолетних детей. Получил временную регистрацию на три месяца в Новосибирске, срок действия которой на момент заключения под стражу уже истёк. Брат Далерджона в 2016 году уехал в Сирию воевать на стороне ИГ и вероятно, что в 2020 году погиб там. Далерджон признал свою вину. Маргарита Симоньян, назвав Мирзоева «главарём упырей», опубликовала видео его допроса. На кадрах он рассказывает, что около месяца проживал в хостеле на трассе ещё с одним человеком. Некий знакомый по имени Абдулло, с которым подозреваемый познакомился в Telegram, предложил им купить машину у своих родственников. Они встретились во время сделки на Дмитровском шоссе. На этой машине мужчины планировали работать в такси[215][216][217].
- Саидакрами Муродали Рачабализода (род. 4 февраля 1994 года[213][214]). Соседи запомнили его, как тихого отстранённого парня, который мало общался с людьми. В школе учился плохо, после 9 класса уехал в Россию на заработки. Из России был депортирован, работал грузчиком в городе Вахдат за зарплату в 150 долларов. Женат. Из-за пневмонии скончался его 3-месячный сын, потому что в семье не было денег на лечение. Признал вину. В зале суда появился с перевязанной головой, что перекликается с видео, на котором одному из подозреваемых отрезают ухо[216][218][219][220].
- Шамсидин Фаридуни (род. 17 сентября 1998 года[213][214]). Женат, есть восьмимесячный ребёнок. Зарегистрирован в Красногорске и трудоустроен на паркетной фабрике в Подольске. На распространённом RT видео признаётся, что за участие в теракте ему обещали 500 тысяч рублей. Также он сообщил силовикам, что 4 марта прилетел из Турции, куда ездил «ради документов». 7 марта приходил в «Крокус Сити Холл», пытался выяснить схему помещений, ходил по фойе и осматривался, сфотографировался в концертном зале[216][221][222].
- Мухаммадсобир Зокирчонович Файзов (род. 20 мая 2004 года[213][214]). В течение 2023 года работал в парикмахерских Ивановской области — сначала в Иваново, а затем в Тейково. На момент заключения под стражу временно не работал. Во время задержания Файзов получил ранение, и его глаз не закрывается[216][223][224].

#### Предполагаемые пособники
- Диловар Исроилович Исломов (род. 2 октября 1999 года[214]). Родился в Душанбе, имеет российское гражданство. Женат, есть трёхмесячный ребёнок, работает таксистом. Был владельцем автомобиля Renault, на котором подозреваемые скрылись с места нападения[216][225][226].
- Аминчон Исроилович Исломов (род. 12 августа 1990 года[214]). Родной брат Диловара. Также имеет российское гражданство. Семеро детей от двух жён. По словам Исломова, они с братом Диловаром сами пришли в полицию, когда узнали о произошедшем. Вину не признал[216][226].
- Исроил Ибрагимович Исломов (род. 7 мая 1961 года[214]). Гражданин Таджикистана, имеет вид на жительство в России. Отец Аминчона и Диловара. Жил в Твери[216][226].

Братья Исломовы сами пришли в полицию, чтобы дать показания, когда увидели фотографии своей машины на месте теракта, их задержали и обвинили в пособничестве террористам, впоследствии задержали и их отца. По версии следствия, Исломовы предоставили подозреваемым квартиру для проживания, автомобиль, перевозили их деньги.
- Алишер Хатамович Касимов (род. 30 июня 1991 года[214]). Уроженец Кыргызстана, женат, трое детей. Является гражданином России, зарегистрирован в Путилково в Красногорском районе, имеет среднее образование. Работает в качестве индивидуального предпринимателя. Заявил суду, что только искал арендатора на сайте объявлений «Авито» и не имел представлений о том, кто в итоге проживал в квартире[216][226][229].
- Назримад Лутфуллои (род. 1 января 2000 года[214]). Родился в Таджикистане. Имеет временную регистрацию в Москве. Безработный, имеет высшее образование. Задержан 23 марта в общественном месте при проверке документов. В ответ на просьбу полицейских предъявить удостоверяющие личность документы он начал нецензурно выражаться и вести себя вызывающе. При задержании и доставке в участок мужчина оказал неповиновение и проявил агрессию, пытаясь вырваться и отталкивая полицейских. 25 марта Преображенский районный суд Москвы назначил Лутфуллои 15 суток административного ареста по ч. 2 ст. 20.1 КоАП РФ («Мелкое хулиганство с неповиновением законному требованию представителя власти»). По версии следствия, Лутфуллои участвовал в схеме финансирования теракта[202][230][231].
- Якубджони Давлатхон Юсуфзоду (род. 18 ноября 1998 года)[214]. Уроженец Таджикистана. Ранее имел временную регистрацию в Москве. Работал разнорабочим неофициально. Женат, имеет троих детей. Задержан 25 марта при проведении оперативно-профилактического мероприятия «Нелегал». На требования сотрудников полиции остановиться попытался скрыться, а при задержании оказывал активное сопротивление. 26 марта Пресненский суд Москвы арестовал Юсуфзоду на 12 суток за неповиновение полиции. По версии следствия, за несколько дней до теракта Юсуфодзу через свою банковскую карту перечислил соучастнику деньги для обеспечения проживания террористов. Часть средств была им перечислена одному из исполнителей уже после совершения преступления[232][203].
- Мухаммад Зоир Шарипзода (род. 6 декабря 2001 года[214]). Уроженец Таджикистана. По данным суда, следствие считает Шарипзоду одним из участников подготовки теракта[204].
- Джумахон Бегиджонович Курбонов (2003 года рождения). Уроженец Таджикистана. По данным следствия, обеспечивал участников организованной группы средствами связи и их оплатой. Задержан 26 апреля 2024 года[205][233].

#### Дальнейшее расследование
28 марта 2024 года Следственный комитет России заявил, что «в распоряжении следствия имеются подтверждённые данные о поступлении исполнителям теракта значительных сумм денежных средств и криптовалюты из Украины, которые использовались при подготовке преступления». Также было заявлено, что установлен и задержан ещё один подозреваемый, участвовавший в схеме финансирования террористов. Источник газеты «Известия» в правоохранительных органах сообщил, что это также уроженец Таджикистана, он передал одному из исполнителей теракта Шамсидину Фаридуни банковскую карту, на которой были деньги для подготовки теракта. Также было сообщено, что 28 марта в ходе следственных действий был найден схрон, откуда террористы достали оружие — он находился в районе Дмитровского шоссе. 29 марта появились сообщения об обысках в офисах криптобиржи Beribit и компании ABCeX в связи с расследованием финансирования теракта.
7 апреля 2024 года стало известно, что двум сотрудникам «Крокуса», ответственным за пожарную безопасность, были предъявлены обвинения в нарушении правил пожарной безопасности и халатности, мерой пресечения им была избрана подписка о невыезде.
Также 7 апреля 2024 года «Первый канал» показал кадры видеозаписи допросов обвиняемых в участии в теракте. На них Далержон Мирзоев, на вопрос том, какие планы были у группы нападавших после атаки, отвечает: «В сторону Киева». Саидакрами Рачабализода сообщает: «Сайфулло нам сообщил, чтобы мы ехали на Украину, в Киев. И там один миллион рублей дадут». Мухаммадсобир Файзов добавил, что Сайфулло обещал, что на границе Украины нападавших должны были ожидать люди, которые помогут им перейти границу. Также было сообщено, что российские спецслужбы якобы выяснили, что готовилось два коридора перехода через границу — на украинской стороне вели разминирование близ приграничных посёлков Чуйковка и Сопычь в Сумской области. По словам обвиняемых, они должны были за 4 км до границы сжечь автомобиль и идти пешком по инструкции Сайфулло.
В январе 2025 года стало известно, что прокуратура Турции предъявила обвинения в «членстве в вооружённой террористической организации» пятерым иностранцам: Хофизджону Усмонову, Мутеулло Асоеву, Рахматулло Саликову, Мухаммадрахим Фаизову и Хамзе Мухаммеду. Усмонов, Асоев и Саликов были задержаны 24 марта 2024 года при попытке уехать в Иран на автобусе, Файзов с семьёй — 28 марта. Прокуратура утверждала, что они контактировали с предполагаемыми исполнителями теракта, при этом Фаизов и Усмонов некоторое время находились вместе с одним из непосредственных исполнителей теракта Шамсидином Фаридуни на конспиративных квартирах в Стамбуле.
В конце июня 2025 года следствие было завершено, дело было направлено в прокуратуру для того, чтобы в дальнейшем передать в суд. Обвиняемыми по делу считаются 19 человек. Согласно позиция следствия, теракт был спланирован для того, чтобы дестабилизировать политическую ситуацию в РФ в интересах украинского руководства. По мнению СК, оружие участникам теракта в «Крокус-сити» было поставлено через Каспийск. Подготовка длилась несколько месяцев, часть исполнителей приехали в РФ из-за границы. Также, согласно заявлению СК, часть обвиняемых имели планы взорвать развлекательный комплекс в Дагестане, но деяние предотвратили.

## Ответственность

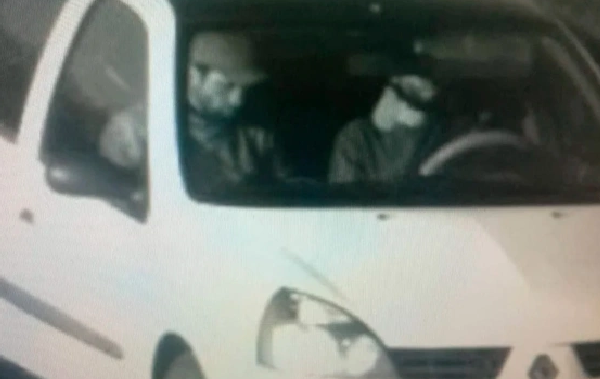
Предполагаемые террористы, запечатлённые на съёмке с камеры видеонаблюдения

Было опубликовано заявление исламистской террористической организации «Исламское государство» (ИГ) в аффилированном с ней информационном агентстве Amaq, в котором ИГ брало на себя ответственность за теракт, сообщив, что террористы «благополучно отошли на свои базы». Официальные лица США заявили, что у них есть разведданные, указывающие на то, что Вилаят Хорасан (ИГ-Х), подразделение «Исламского государства», действующее в Афганистане, Пакистане и Иране, планировало совершить атаку в Москве. Колин Кларк из независимого аналитического центра Soufan Center пояснил, что Россия была в центре внимания группировки на протяжении некоторого времени, заявив, что «ИГ-Х было зациклено на России в течение последних двух лет, часто критикуя Путина в своей пропаганде».
Позже «Исламское государство» опубликовало сообщение Amaq в своём основном Telegram-канале. В расширенном заявлении теракт обозначен «самой жестокой атакой за последние годы». Группировка сообщает, что боевики 22 марта «предприняли скоординированную атаку на большую толпу христиан». В нападении участвовали четверо боевиков, вооружённые пулемётами, пистолетами, ножами и коктейлями Молотова. Перед нападением они наблюдали за местом проведения атаки. В сообщении утверждалось, что трое боевиков открыли стрельбу по людям в зрительном зале, а четвёртый поджёг помещение. В заявлении говорилось, что в результате атаки погибли или получили ранения не менее 300 человек, а на месте произошёл крупный пожар. «Исламское государство» опубликовало групповое фото предполагаемых террористов, на котором лица боевиков заретушированы. Как отметило издание The Insider, цвет, покрой и принт на одежде двоих людей на фотографии совпадает с одеждой задержанных по подозрению в совершении теракта.
Ресурсы, связанные с «Исламским государством», также опубликовали видео, снятое во время нападения. На этих кадрах крупным планом сняты террористы, стреляющие в людей. Один из них делает не менее 10 выстрелов. На полу в холле лежит не меньше пяти тел. После этого один из террористов подходит к лежащему на полу человеку и перерезает ему горло ножом. Согласно субтитрам к видео на арабском, один из террористов кричит: «Давай», «Убей их, не жалей», «Неверные будут побеждены» и прославляет Аллаха. Кадры сняты у юго-восточного входа в зал на первом этаже, в зале уже идёт дым. Лица самих террористов на ролике заретушированы.
При этом после первых сообщений о том, что ответственность за теракт взяло на себя ИГИЛ, главный редактор агентства «Россия сегодня» Маргарита Симоньян и RT назвали их «фейками».
Утверждалось, что в ночь на 23 марта силовики получили ориентировки о розыске, в которых террористы были описаны как «молодые люди, славяне, они выше среднего роста, до 180 сантиметров, возможно, использовали накладные бороды и усы». Нападавшие были вооружены автоматами Калашникова и имели большое количество патронов и боеприпасов. По крайней мере один автомат и боеприпасы были найдены брошенными на месте преступления. Сотрудники правоохранительных органов считают, что террористы могли иметь военную или страйкбольную подготовку.
Утром 23 марта Telegram-канал Baza сообщил, что стали известны личности четверых из шести предполагаемых террористов, и все они граждане Таджикистана: Насридинов Махмадрасул (37 лет), Исмонов Ривожидин (51 год), Сафолзода Шохинджонн (21 год) и Назаров Рустам (29 лет). Впоследствии стало известно, что трое из них не причастны к теракту. Власти Таджикистана, в свою очередь, опровергли данные о причастности граждан страны к атаке.
28 марта пресс-секретарь «Исламского государства» Абу Хузайфа Аль-Ансари выступил с сорокаминутной речью, посвящённой десятилетию провозглашения ИГ государством. В выступлении Аль-Ансари рассказывал об истории организации и ключевых атаках с участием членов группировки по всему миру, среди прочего упомянув и атаку на концертный зал. Позже «Исламское государство» прокомментировало реакцию российских властей на теракт в свежем выпуске газеты «Ан-Наба», публикующейся от лица террористической группировки. В заявлении боевиков ИГ говорится, что, перекладывая ответственность за теракт на страны Запада, Россия фактически признала свой провал перед лицом «Исламского государства». Востоковед Руслан Сулейманов привёл следующую цитату из статьи: «После громкого поражения Россия не нашла иного выбора, кроме как направить „обвинения в сговоре“ против своих противников в „западном лагере“, чтобы уклониться от признания своего великого провала перед лицом муджахидов».

### Деятельность ИГИЛ
До нападения деятельность «Исламского государства» на территории России сводилась к малозаметным атакам на российских силовиков, при этом в России обычно действовал филиал ИГ «Вилаят Кавказ». Последний теракт в России, за который взяло ответственность ИГ, случился в 2020 году.
По данным экспертов и западных разведок, теракт совершило афганское отделение ИГ — «Вилаят Хорасан». В Афганистане «Вилаят Хорасан» боролся против армии США, однако афганское отделение ИГ воевало и против враждебного американцам движения Талибан. После того как Талибан одержал победу над ИГ практически на всей территории Афганистана, «Вилаят Хорасан» изменил вектор своей направленности на международный терроризм. По мнению экспертов, к 2022 году «Вилаят Хорасан» выбрал своими главными внешними врагами «империи» США, Россию и Китай. Россию «Вилаят Хорасан» обозначил своим врагом из-за участия российской армии в войне в Сирии на стороне сирийского президента Башара Асада. Также «Вилаят Хорасан» обвинял Россию в угнетении мусульман на своей территории, отмечая советское вторжение в Афганистан и чеченские войны. В сентябре 2022 года «Вилаят Хорасан» организовал теракт у российского посольства в Кабуле в результате которого погибло не менее 10 человек.
При этом «Вилаят Хорасан» активно вёл вербовку своих сторонников на территории бывшего СССР. «Вилаят Хорасан» угрожал властям государств Центральной Азии, называя их «марионетками Российской империи». Также «Вилаят Хорасан» сумел нарастить число своих сторонников в северных районах Афганистана, населённых преимущественно таджиками и узбеками, недовольными движением Талибан, которое состоит преимущественно из пуштунов.
Также обозреватели отмечали, что Россия налаживала отношения как с Талибаном, так и с ещё одним врагом «Вилаят Хорасан» — Ираном, который превратился в одного из главных союзников России. Так, в январе 2024 года «Вилаят Хорасан» организовала теракт в иранском Кермане, в результате которого погибло более 90 человек.
С 2022—2023 года, после своего усиления, «Вилаят Хорасан» стала чаще обращать внимание на Россию; так, аналитик по борьбе с терроризмом Колин П. Кларк отмечал, что группировка «зациклилась на России», часто критикуя в своей пропаганде российского президента Владимира Путина. В марте 2024 года представители американских спецслужб сообщали, что группировка активно действует в России и разрабатывает планы терактов в Москве. ФСБ заявляла, что 7 марта 2024 года раскрыла ячейку «Вилаят Хорасан» в Калужской области и предотвратила нападение боевиков группировки на синагогу.
5 марта 2025 года стало известно, что в Пакистане в провинции Белуджистан рядом с границей с Афганистаном пакистанскими силами был задержан Мохаммад Шарифулла (также известный по кличке Джафар), член «Вилаят Хорасан». Через некоторое время его выдали США, где ему были предъявлены обвинения в причастности к взрыву в аэропорту Кабула 26 августа 2021 года, при котором погибли 183 человека, в том числе 13 военнослужащих США. При этом, как сообщается, Шарифулла во время допроса ФБР признался также, что он передавал инструкции о том, как использовать автоматы Калашникова и другое оружие террористам, затем напавшим на «Крокус Сити Холл», а после нападения узнал в двух из четырёх задержанных тех, кого он ранее инструктировал.

### Другие версии
Помимо версии независимой деятельности ИГИЛ, которая впоследствии получила неоднократное подтверждение, выдвигались и другие версии произошедшего: причастность Украины к теракту и организация теракта спецслужбами самой России.

#### Причастность Украины
Российская пропаганда обвиняла Украину в причастности к теракту. Государственные медиа, прокремлёвские блогеры и политики активно продвигали версию причастности украинских спецслужб к теракту, заявляя, что подозреваемые были на связи с представителями украинской разведки. Так, в ночь на 23 марта НТВ выпустило фейковое видео, в котором секретарь СНБО Украины Алексей Данилов якобы признавал причастность Украины к теракту. Главный редактор RT Маргарита Симоньян утверждала, что террористы подобраны так, «чтобы можно было убедить туповатую мировую общественность» в том, что теракт был организован ИГИЛ, однако она заявила: «Значит, так. Никакой это не ИГИЛ. Это хохлы». Вице-спикер Мосгордумы и корреспондент ВГТРК Андрей Медведев рассуждал об организации теракта британской MI6 и ГУР МО Украины, при этом утверждая, что украинские спецслужбы «активно работают с исламскими радикалами полтора десятка лет». Газета «Коммерсантъ» со ссылкой на анонимные источники заявила, что террористами могли быть бойцы Русского добровольческого корпуса (РДК), которые могли использовать накладные усы и бороды; в РДК и Легионе «Свобода России» отвергли это обвинение.
По информации Bloomberg, в кругах российских властей к версии причастности Украины отнеслись скептически, однако, с подачи Путина, используется любая возможность как-либо связать теракт с действиями украинской стороны. В частности представитель МИД РФ Мария Захарова заявила, что террористы планировали скрыться на Украине, а сама Украина будто бы «руками западных либеральных режимов десять лет превращалась в центр распространения терроризма в Европе, опередив в экстремистском угаре даже Косово». ФСБ утверждала, что у террористов были «контакты на украинской стороне» и их задержали на пути к российско-украинской границе. Позднее Путин также утверждал, что террористы двигались в сторону Украины, где, «по предварительным данным, для них с украинской стороны было подготовлено окно для перехода государственной границы».
Власти Украины свою причастность к теракту отрицали. Представитель украинской ГУР Андрей Юсов заявил, что версия Путина об «окне» на украинской границе не выдерживает критики, так как за два года войны приграничные с Украиной территории насыщены российскими войсками и силовиками. Президент Украины Владимир Зеленский прокомментировал обращение Путина, назвав того «ничтожеством» и заявив, что «вместо того чтобы заниматься своими гражданами России, обращаться к ним, [Путин] сутки молчал — думал, как это притянуть к Украине. Всё абсолютно предсказуемо».
Издание The Insider отмечало, что прокремлёвская сеть распространения фейков начала рассылку псевдо-журналистских статей о причастных к теракту. Так, в материалах ботов сообщалось, что ИГИЛ не несёт ответственность за теракт, а вина лежит на Украине, США, британской разведке MI6, а также на коллективном Западе.
Джон Кирби заявил, что США не видят признаков причастности Украины к теракту. Заявления российских властей о возможной роли Украины американские власти назвали «ерундой» и «пропагандой»: «Российские чиновники кажутся довольно хорошими продавцами навоза».
На совещании 25 марта 2024 года Путин вновь связал террористический акт с Украиной, заявив, что «этот теракт может быть лишь звеном в целой серии попыток тех, кто с 2014 года воюет с нашей страной руками неонацистского киевского режима». Президент Украины Владимир Зеленский прокомментировал это заявление: «Сегодня Путин снова разговаривал сам с собой, и это снова транслировали по телевидению. Опять обвиняет Украину. Больное и циничное существо. Все у него террористы, кроме него самого, хотя террором уже два десятилетия питается именно он. Именно он — самое большое окно для террора. Он и его спецслужбы».
26 марта секретарь Совета Безопасности Российской Федерации Николай Патрушев, отвечая на вопрос журналистов о том, стоит ли за трагедией «Исламское государство» или Украина, сказал: «Конечно, Украина». В тот же день министр иностранных дел Сергей Лавров отверг помощь Интерпола при расследовании теракта, так как, по его мнению, такая помощь будет направлена на то, чтобы подтвердить причастность к теракту «Исламского государства» и непричастность Украины. Бортников заявил, что спецслужбы Украины содействовали теракту, а готовили его радикальные исламисты.

#### Организация теракта спецслужбами России
После теракта многие комментаторы в социальных сетях, а также издания начали сравнивать теракт с «рязанским сахаром» 1999 года, когда в подвале жилого дома в Рязани были обнаружены мешки с неопределённым веществом. После этого появилась версия, что ФСБ стояла за взрывами жилых домов, чтобы оправдать начало второй чеченской войны и обеспечить приход Владимира Путина к власти. На этом основании была выдвинута версия «Рязанский сахар 2»: провокация со стороны российских спецслужб. Данная версия набрала популярность — в день теракта посещаемость статьи «Взрывы жилых домов в России в сентябре 1999 года» в «Википедии» выросла более чем в 200 раз.
В Министерстве иностранных дел Украины обвинения в адрес украинских властей в причастности к теракту назвали «спланированной провокацией Кремля в целях дальнейшего нагнетания антиукраинской истерии в российском обществе», а также заявили, что «российский режим имеет долгую историю кровавых провокаций спецслужб, подобных теракту на Каширском шоссе в 1999 году».
Легион «Свобода России» обвинил в теракте «режим Путина», призвав россиян к борьбе с ним, а также вспомнил теракты в России 1999 года.
О возможной причастности российских властей к организации теракта заявил и российский оппозиционный политик Гарри Каспаров. Он отмечал, что накануне российские власти заявляли о необходимости увеличения армии РФ; эти заявления «вкупе с сегодняшним терактом, могут быть частями единой спецоперации режима по мобилизации российского общества на войну с Украиной».

## Реакция

### Реакция в России
Путину уже в первые минуты теракта было доложено о начале стрельбы. Он передал пожелания выздоровления пострадавшим и поблагодарил врачей через вице-премьера Татьяну Голикову. Спустя 19 часов после теракта Путин выступил с телеобращением, в котором квалифицировал случившееся как кровавый и варварский теракт, поблагодарил спасателей и врачей, заявил, что для четверых исполнителей теракта со стороны Украины было подготовлено «окно» для того, чтобы пересечь границу стран, сравнил осуществивших теракт лиц с нацистами. Также он объявил 24 марта днём общенационального траура. Официальный представитель МИД России Мария Захарова назвала события «кровавым терактом», отметив, что «мировое сообщество обязано осудить это чудовищное преступление». Заместитель председателя Совета безопасности и бывший президент России Дмитрий Медведев заявил о необходимости ответить «тотальными казнями террористов и репрессиями против их семей», особенно если будет установлена причастность Украины.
Некоторые регионы ещё с 23 марта на своём уровне ввели траур. В Калининградской области был объявлен двухдневный траур по погибшим. В Самарской области также был объявлен двухдневный траур «в связи с трагическими событиями, приведшими к человеческим жертвам в Белгородской и Московской областях». Министерство культуры РФ объявило об отмене массовых и развлекательных мероприятий в федеральных учреждениях в ближайшие дни. РФС перенёс на неопределённый срок все матчи 23 и 24 марта под своей эгидой, также матч между сборными России и Парагвая по инициативе АПФ был отложен на неопределённый срок.
В Красногорске, у «Крокус Сити Холла», а также в других городах России возникли народные мемориалы памяти погибших в теракте. В день траура, 24 марта, по всей стране приспущены государственные флаги в память о погибших. В знак солидарности флаги приспустили посольства Великобритании, США и других стран.
Федеральная палата адвокатов Российской Федерации сообщила, что с 23 марта 2024 года адвокатами адвокатских палат города Москвы и Московской области организовано предоставление бесплатной юридической помощи всем пострадавшим от террористического акта. В общей сложности более 400 адвокатов изъявили желание предоставлять такую помощь; группу координирует Ирина Фаст.
Социальный фонд России создал рабочую группу для помощи пострадавшим при теракте. Ряд российских банков приняли решение списать все долги по кредитам клиентов, пострадавших в ходе теракта. Теракт осудило Центральное духовное управление мусульман России.
Согласно результатам опроса англо-украинского социологического проекта OpenMinds, опубликованным в Financial Times, более 50 % из опрошенных россиян полагают, что ответственными за теракт являются украинские власти; 27 % считают виновными «Исламское государство»; коллективный Запад обвинили 6 %. Наименьшее количество респондентов считают, что к происшедшему имеют отношение власти РФ (опираясь на события осени 1999 года и их альтернативной версии) или участники боевых действий на Украине.

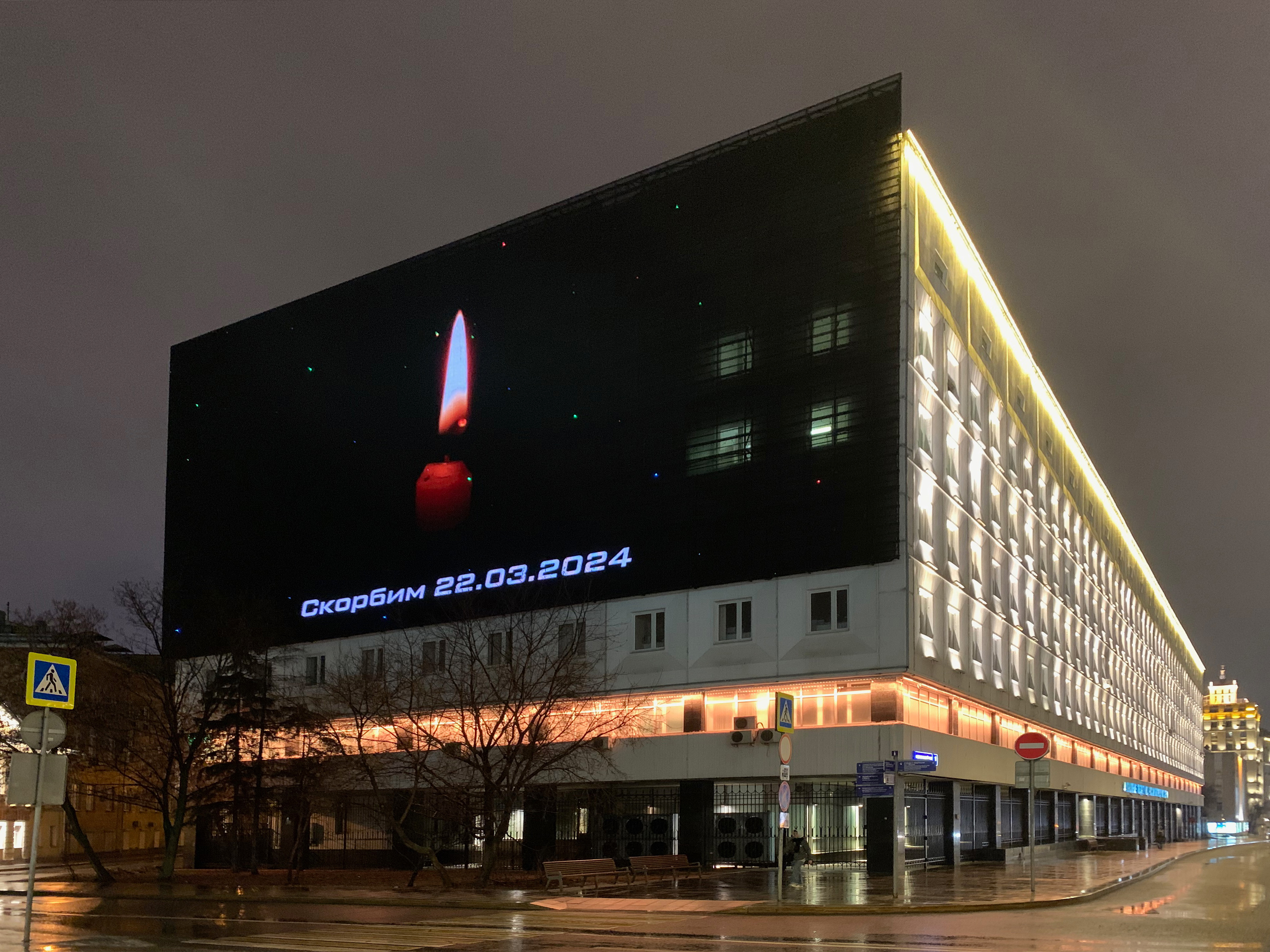
Траурное изображение на видеоэкране в Москве
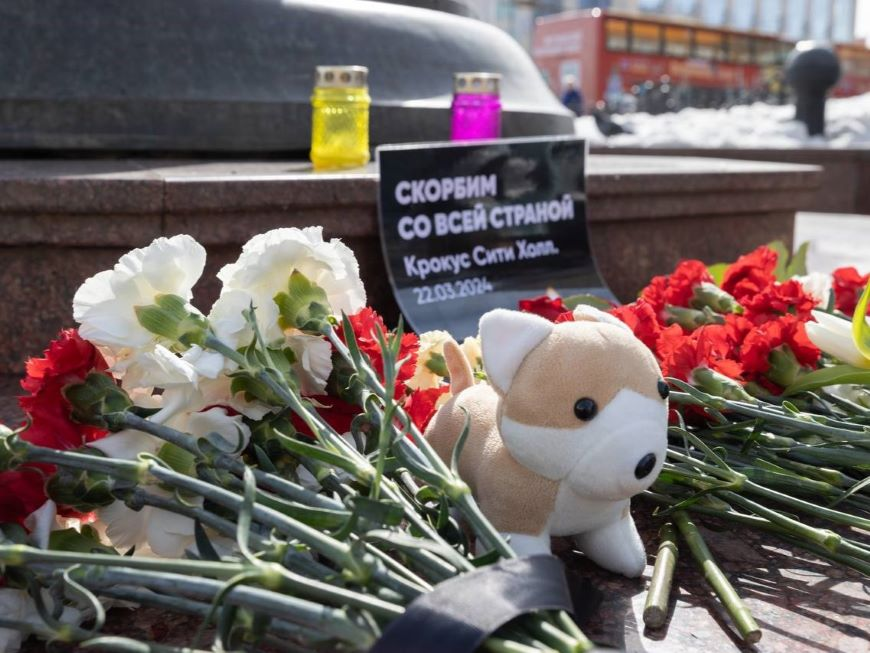
Стихийный мемориал в Казани
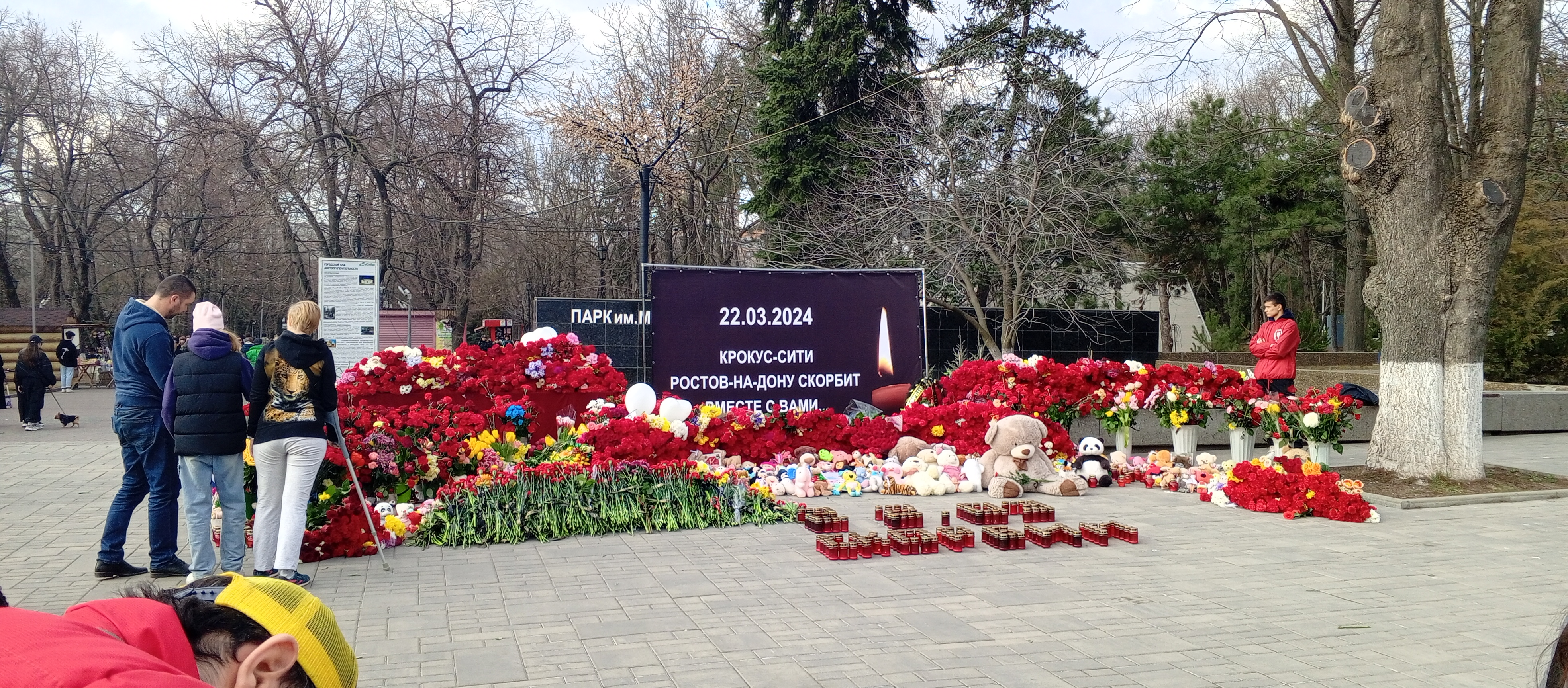
Стихийный мемориал в Ростове-на-Дону
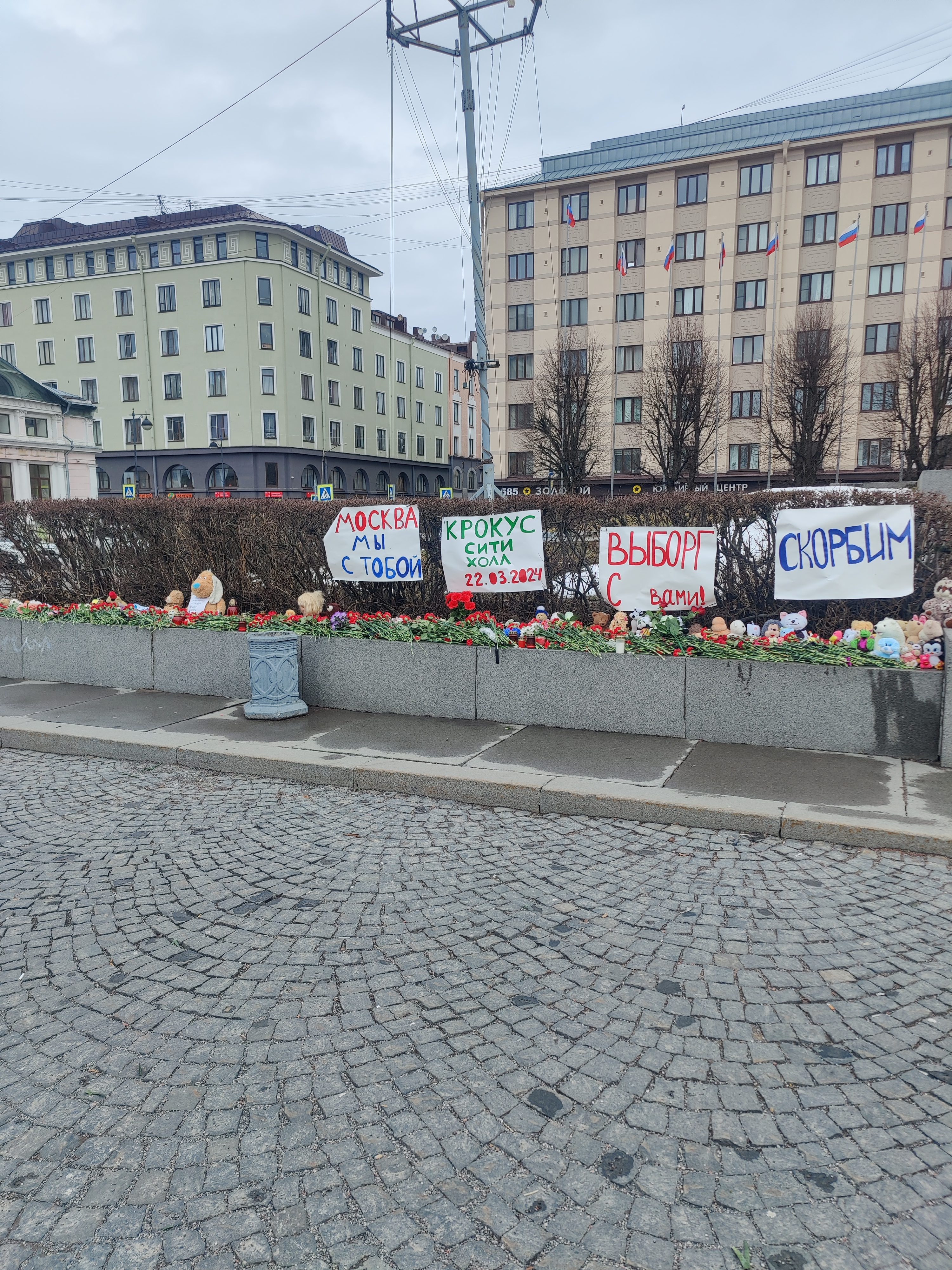
Стихийный мемориал в Выборге

### Международная реакция
Заместитель представителя Генерального секретаря ООН Фархан Хак заявил: «Мы опечалены этими новостями. Пытаемся получить больше информации о произошедшем».
Совет безопасности ООН осудил теракт и призвал страны мира активно сотрудничать с РФ в расследовании.
Соболезнования семьям погибших и осуждение теракта на разных дипломатических уровнях выразили власти таких стран, как Австрия, Азербайджан, Ангола, Аргентина, Армения, Бахрейн, Беларусь, Бельгия, Боливия, Бразилия, Буркина-Фасо, Великобритания, Венгрия, Венесуэла, Гватемала, Германия, Греция, Грузия, Египет, Израиль, Индия, Иордания, Иран, Италия, Казахстан, Канада, Катар, Кения, Китай, Колумбия, Куба, Кыргызстан, Люксембург, Мадагаскар, Малайзия, Мальта, Мексика, Молдова, Монголия, Нидерланды, Никарагуа, Норвегия, ОАЭ, Пакистан, Палестина, Панама, Парагвай, Перу, Польша, Португалия, Саудовская Аравия, Сербия, Сингапур, Сирия, Словакия, США, Таджикистан, Тунис, Туркменистан, Турция, Узбекистан, Уругвай, Филиппины, Франция, Черногория, Чехия, Чили, Швейцария, Эфиопия, Южная Корея, Япония, частично признанные Республика Абхазия, Тайвань и Южная Осетия и других, а также Евросоюз, ОБСЕ, НАТО, Лига арабских государств, террористические организации ХАМАС, Талибан и йеменские хуситы. Также власти частично признанной Республики Абхазия, Никарагуа и одного из регионов Боснии и Герцеговины — Республики Сербской — объявили траур 24 марта в знак солидарности.
Теракт осудили международные исламские организации и религиозные лидеры, включая Организацию исламского сотрудничества, Всемирную исламскую лигу и других.
К зданиям дипломатических миссий России (посольствам в Белграде, Вашингтоне, Кишинёве, Мехико, Оттаве, Таллине и Хельсинки, а также генеральному консульству в Нью-Йорке) местные жители стали нести цветы и свечи, а к российскому посольству в Вашингтоне также принесли мягкие игрушки. В ОАЭ у самого высокого небоскрёба в мире «Бурдж-Халифа» в Дубае включили подсветку в цветах российского флага, также анимацию с российским флагом включили на фасаде Национальной библиотеки в Беларуси.
Генеральный секретарь Интерпола Юрген Шток заявил о готовности организации оказать поддержку в расследовании теракта.
Власти США заявили, что не обладали заблаговременной информацией конкретно об атаке на «концертный зал». Также власти США, Великобритании и Германии заявили, что не видят причастности Украины к теракту.
В связи с терактом власти Франции провели совещание совета по национальной обороне и повысили уровень террористической угрозы в стране до наивысшего, президент Франции Эмманюэль Макрон также сообщил, что ячейка ИГ «Вилаят Хорасан», взявшая на себя ответственность за нападение, в последние месяцы пыталась совершить несколько терактов на территории Франции.

## Мемориал

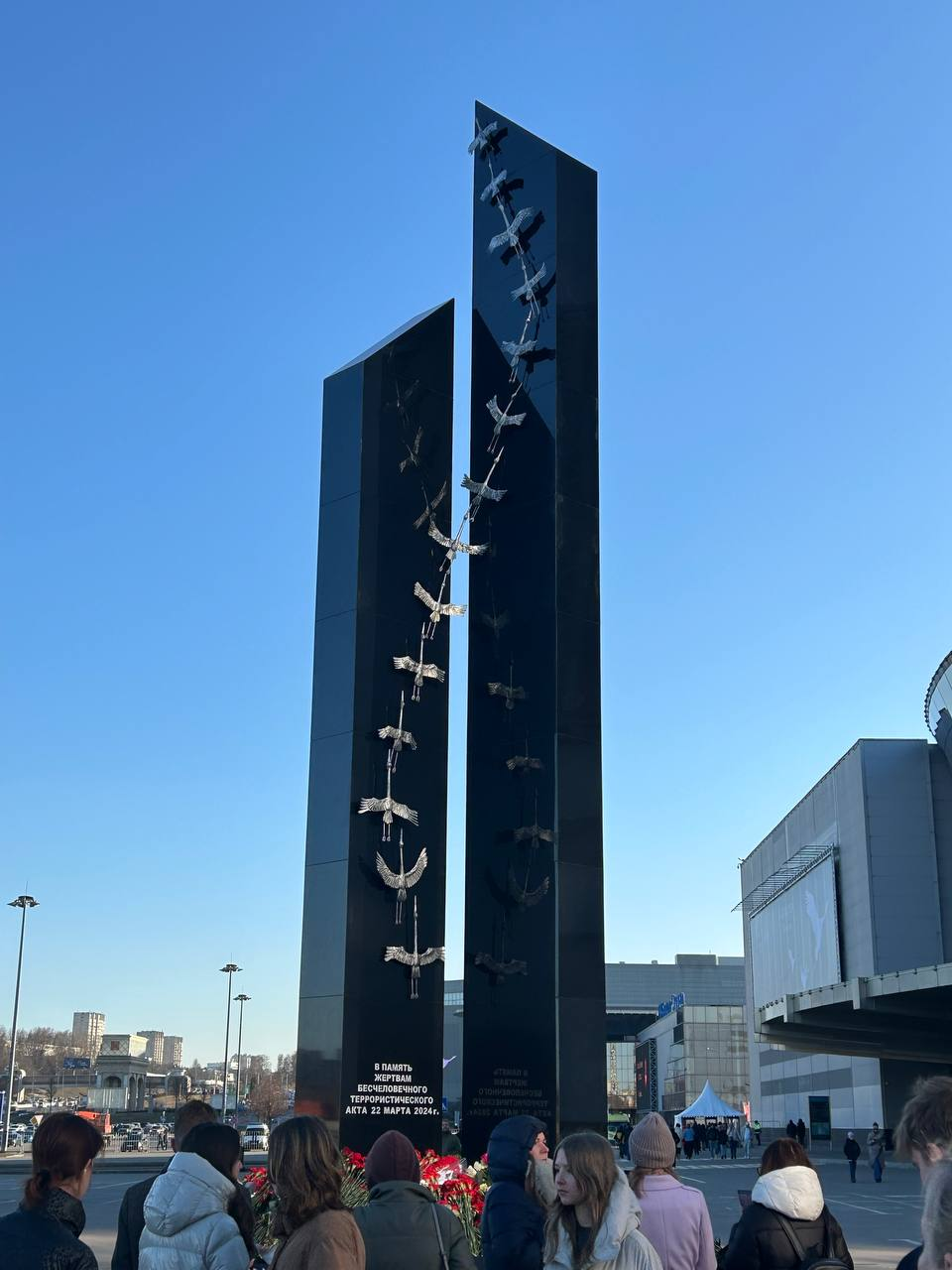
Мемориал жертвам теракта

22 марта 2025 года, в первую годовщину теракта, рядом со зданием открыт мемориал в память о жертвах трагедии. Автором проекта монумента является владелец компании Crocus Group Араз Агаларов. Монумент подвергся критике родственников ввиду отсутствия фотографий и имён погибших.